# أنتوني لولور
أنتوني لولور (بالإنجليزية: Anthony Lawlor)‏ هو فلاح وسياسي أيرلندي، ولد في 13 يونيو 1959 في جمهورية أيرلندا. حزبياً، نشط في فاين جايل. في الانتخابات العمومية الأيرلندية 2011 ‏، انتخب نائب دييل عن دائرة Kildare North (Dáil constituency) ‏ وقد انضم خلال فترته النيابية ‏ (9 مارس 2011 – 3 فبراير 2016) للكتلة البرلمانية فاين جايل.

## وصلات خارجية
- الموقع الرسمي